# Acanthodelta diplographa
Acanthodelta diplographa är en fjärilsart som beskrevs av George Francis Hampson 1913. Acanthodelta diplographa ingår i släktet Acanthodelta och familjen nattflyn. Inga underarter finns listade i Catalogue of Life.